# Isongo
Isongo è una circoscrizione rurale (rural ward) della Tanzania situata nel distretto di Ulanga, regione di Morogoro. Conta una popolazione di 7 981 abitanti (censimento 2012).